# جيري كروفورد (عضو مجموعة ضغط)
جيري كروفورد (بالإنجليزية: Jerry Crawford)‏ هو عضو مجموعة ضغط أمريكي، ولد في 26 أكتوبر 1949.

## وصلات خارجية
- الموقع الرسمي